# 奧特拉德納亞區

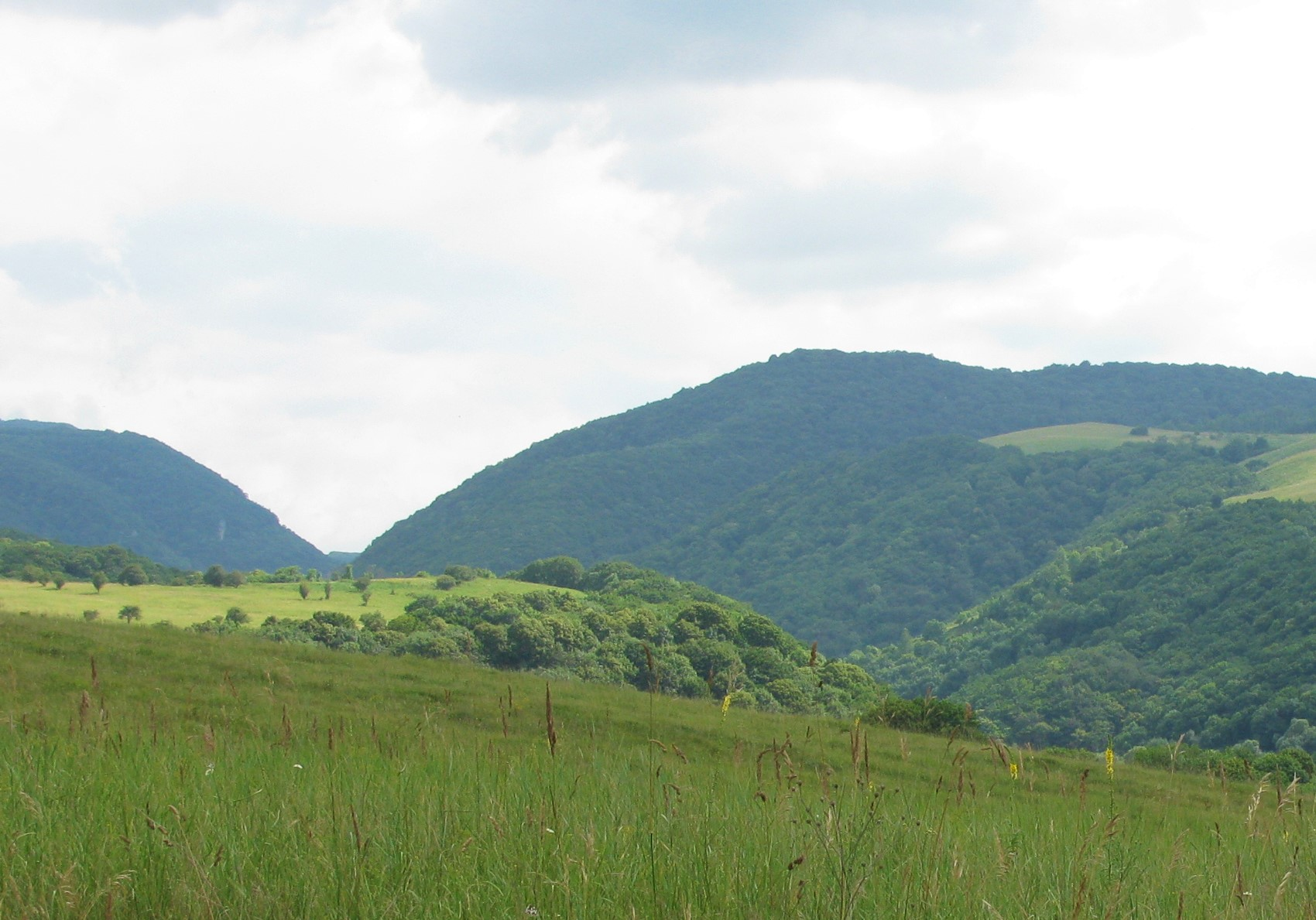

44°23′48″N 41°31′35″E / 44.39667°N 41.52639°E
奧特拉德納亞區（俄语：Отрадненский район），是俄羅斯的一個區，位於該國西南部，由克拉斯諾達爾邊疆區負責管轄，面積2,452平方公里，2010年人口64,862，人口密度每平方公里26.45人。